# 1267 Geertruida
1267 Geertruida este un asteroid din centura principală, descoperit pe 23 aprilie 1930, de Hendrik van Gent.